# Język ndom
Język ndom – język papuaski z grupy kolopom, używany na wyspie Kolopom (Frederik Hendrik) w prowincji Papua w Indonezji. Według danych z 2002 r. posługuje się nim 1200 osób.
Według danych Peta Bahasa jego użytkownicy zamieszkują wieś Kalilam (dystrykt Kimaam, kabupaten Merauke). W 1949 r. do obszaru tego języka zaliczono sześć miejscowości: Kariràm (Kalilam), Fatàgh (Kambrada), Murùba, Wétaghu, Pembrö, Subèndar. Sama społeczność określa się mianem Ndòm-wér („ludność Ndom”), a swój język nazywa Ndom-bānà („język ndom”).
Występuje w nim szóstkowy system liczbowy.
Wczesne dane nt. języków wyspy (w tym ndom) zebrał misjonarz P. Drabbe, autor artykułu z 1949 r.  Dostępne materiały dot. ndom ograniczają do list słownictwa i pobieżnych opisów.